# Josef Jelinek
Josef Jelinek (18. ledna 1864 Židlochovice – 22. května 1934 Brno) byl moravský stavební podnikatel a politik německé národnosti, za Rakouska-Uherska poslanec Moravského zemského sněmu a Říšské rady, po roce 1918 československý politik, senátor a poslanec Národního shromáždění za Německou demokratickou svobodomyslnou stranu, později za Německé pracovní a volební společenství (DAWG).

## Biografie
Byl synem stavebního mistra. Vystudoval gymnázium a vzdělání získal na technice v Brně a technice ve Vídni. Působil jako úředník a od roku 1894 jako samostatný stavbyvedoucí v brněnském podniku svého otce. Od počátku 90. let byl zapisovatelem a náměstkem předsedy německého spolku v Brně. Profesí byl stavebním podnikatelem. Od roku 1898 až do roku 1918 byl členem brněnské obchodní a živnostenské komory.
Angažoval se i v politickém životě. Byl členem Německé pokrokové strany. V doplňovacích volbách roku 1899 se stal poslancem Moravského zemského sněmu. Zvolen byl 30. října 1899 v městské kurii, obvod Brno III. Mandát zde obhájil v zemských volbách roku 1902, zemských volbách roku 1906 a zemských volbách roku 1913. V letech 1902–1922 zastával funkci přísedícího Moravského zemského výboru a od roku 1907 do roku 1922 byl navíc i náměstkem moravského zemského hejtmana. Byl také členem Zemské školní rady. V období let 1910–1918 působil jako předseda Dělnické úrazové pojišťovny pro Moravu a Slezsko. V letech 1923–1927 působil jako prezident Moravského živnostenského svazu a Říšského svazu německých živnostenských spolků. Od roku 1927 zastával post předsedy Svazu Němců Moravy.
V roce 1905 se stal i poslancem Říšské rady (celostátní parlament) za kurii obchodních a živnostenských komor, obvod Brno atd. Poslancem se stal v doplňovací volbě poté, co zemřel dosavadní poslanec Friedrich Singer. Slib složil 2. října 1905. V době nástupu do vídeňského parlamentu se profesně uvádí jako stavební mistr a přísedící zemského výboru. V Říšské radě setrval do konce jejího funkčního období, tedy do roku 1907. Na Říšské radě se roku 1906 uvádí jako člen Německé pokrokové strany.
Veřejně a politicky byl aktivní i po vzniku Československa. Ve 20. letech 20. století byl členem Německé demokratické svobodomyslné strany. V jejím rámci patřil ke křídlu, které bylo kritičtější vůči ČSR a vůči koaliční vládě. Od roku 1922 byl členem jejího předsednictva.
V parlamentních volbách v roce 1920 získal za DDFP senátorské křeslo v Národním shromáždění. Senátorem byl do roku 1925. V parlamentních volbách v roce 1929 se do Národního shromáždění vrátil, nyní ale do dolní komory, jako poslanec. Tentokrát kandidoval za koalici Německé volební společenství, do níž vstoupil Německý svaz zemědělců, menší Karpatoněmecká strana a Jelinkova domovská strana Německé pracovní a volební společenství. Byl pak členem klubu Německého svazu zemědělců, od roku 1930 jen jako hospitant. Po jeho smrti roku 1934 místo něj do poslanecké funkce nastoupil Ludwig Wokurek.
V letech 1923–1927 byl prezidentem moravského Živnostenského svazu a Říšského svazu německých živnostenských jednot v ČSR. Od roku 1927 zastával funkci předsedy Svazu Němců na Moravě. Podle údajů k roku 1930 byl povoláním stavitel a majitel domu v Brně. Jeho bratr Anton Jelinek (1855–1931) byl brněnským komunálním politikem, architektem a městským stavitelem.